# Inger Andersen
Inger Andersen (Jerup, 23 de mayo de 1958) es una economista y ecologista danesa.  En febrero de 2019,  fue nombrada Directora Ejecutiva del Programa de las Naciones Unidas para el Medioambiente UNEP, por el Secretario General de Naciones Unidas António Guterres. Desde enero de 2015 asumía la Dirección General de la Unión Internacional para la Conservación de la Naturaleza (UICN). Con anterioridad fue Vicepresidenta para el Desarrollo Sostenible en el Banco Mundial y líder del CGIAR (de mayo de 2010 a octubre de 2011) y Vicepresidenta de Banco Mundial para Oriente Medio y África del Norte (octubre de 2011 – diciembre de 2014).

## Biografía
Es hija de Aagot la Cour Andersen y Erik Andersen y nieta  del arqueólogo e historiador danés Vilhelm la Cour. Su hermano es Hans la Cour, autor y director de cine conocido en el mundo del deporte de vela y por la realización de documentales medioambientales.
Nació en Jerup, Dinamarca,  se graduó en Midtfyns Gymnasium en 1977 y obtuvo un BA en 1981 en la Polytechnic of North London (ahora Londres Universidad Metropolitana). En 1982 obtuvo un MA de la Escuela de Estudios Orientales y Africanos, con una especialización en economía y desarrollo. 
Andersen inició su carrera en Sudán en 1982, donde trabajó inicialmente como profesora de inglés en el marco del programa de profesores de inglés financiado por el Reino Unido.  En 1985 se unió a Sudan Aid, línea de desarrollo y apoyo de la Conferencia de Obispos Católicos de Sudán.  Su trabajo se centró en encontrar mecanismos para enfrentar la hambruna y la sequía y la rehabilitación.

### Naciones Unidas
Andersen trabajó en Naciones Unidas en Nueva York durante 12 años en la Oficina Sudano-Saheliana de Naciones Unidas (UNSO), (ahora el Centro de Política Global sobre Ecosistemas de Resiliencia y Desertificación con sede en Nairobi ) donde trabajó en combatir la sequía y desertificación.  En 1992, fue nombrada Coordinadora del Fondo para el Medio Ambiente Mundial para MENA en el PNUD , donde supervisó el dossier de medio ambiente mundial en 22 países árabes.

### Banco Mundial
Se incorporó al Banco Mundial en 1999 como Coordinadora de la Asociación Internacional de Aguas entre el PNUD y el Banco Mundial entre 1999 y 2001 África como su principal área de trabajo. 
Desde 2010 hasta 2011 asumió la Vicepresidencia de Desarrollo Sostenible del Banco Mundial y la Dirección del Consejo del Fondo CGIAR.  Durante su mandato, supervisó la creación del Consejo del Fondo GCIAR y el Consorcio de CG.  Como Vicepresidenta de Desarrollo Sostenible, Andersen describió una serie de prioridades del Banco Mundial, entre ellas: la productividad agrícola y la mejora de la seguridad alimentaria; inversión en infraestructura; resiliencia al cambio climático crecimiento verde; responsabilidad social; gestión del riesgo de desastres; y cultura y desarrollo.
Durante su mandato como Directora Sectorial, supervisó la ampliación del apoyo analítico y de inversión del Banco Mundial para respaldar el desarrollo de infraestructura resistente para el acceso a la energía, el agua y el transporte, así como las inversiones en los sectores de  agricultura y el medio ambiente.  Puso especial énfasis en la necesidad de aliviar el clima y el estrés hídrico en la región, los cuales, según ella, plantean amenazas clave para la paz y la estabilidad.
Andersen copresidió la reunión internacional de donantes de 2012 para Riyad Yemen con el entonces Ministro de Finanzas de Arabia Saudita, Ibrahim Abdulaziz Al-Assaf .  Como vicepresidenta de MENA, Andersen también denunció abiertamente las consecuencias humanitarias de la guerra en Gaza en 2014, y pidió el acceso a las importaciones y la libertad de movimiento en Gaza y Cisjordania, al tiempo que enfatizó el imperativo de garantía mutua de seguridad en ambos territorios palestinos e Israel.  En 2011 representó al Banco Mundial en las reuniones de Deauville del Ministro de Finanzas del G8 / G7 que buscaban proporcionar apoyo adicional a la Región Árabe.

### Union Internacional para la Conservación de la Naturaleza
Fue nombrada directora general de la Unión Internacional para la Conservación de la Naturaleza (UICN) en enero de 2015.  Como directora general, Andersen fue responsable de las operaciones de la UICN en sus más de 50 oficinas en todo el mundo
Bajo su liderazgo la UICN celebró el Congreso Mundial de la Naturaleza 2016 en Hawái, Estados Unidos considerado el evento internacional de conservación más grande realizado en los Estados Unidos.  Fue inaugurado por el presidente Barack Obama en vísperas de la apertura formal
Durante el mandato de Andersen en la UICN, enfatizó la importancia de la conservación de la naturaleza en los esfuerzos por lograr un desarrollo sostenible.  "La naturaleza no es un obstáculo para las aspiraciones humanas, sino un socio esencial que ofrece valiosas contribuciones a todos nuestros esfuerzos".

## Otras actividades

### Organizaciones internacionales
- Pacto Global de las Naciones Unidas , miembro de la Junta[31]
- Programa de las Naciones Unidas para el Medio Ambiente (PNUMA), miembro del Comité Asesor de Investigación Financiera

### Juntas corporativas
- Nespresso , miembro de la Junta Asesora de Sustentabilidad (NSAB)[32]

### Organizaciones sin ánimo de lucro
- Red de Soluciones de Desarrollo Sostenible (SDSN), Miembro del Consejo de Liderazgo de Alto Nivel[33]
- Energía sostenible para todos (SE4All), miembro del Consejo Asesor[34]
- La economía de los ecosistemas y la biodiversidad ( TEEB ), miembro de la Junta Asesora[35]
- Foro Económico Mundial (WEF), Administrador de la Agenda Global para el Medio Ambiente y la Seguridad de los Recursos Naturales[36]
- 2030 Water Resources Group, miembro del Consejo de Administración y Junta Directiva[37]
- Eco Forum Global, miembro del Consejo Asesor Internacional (EFG-IAC)
- Comité Olímpico Internacional (COI), miembro de la Comisión de sostenibilidad y legado[38]

## Publicaciones seleccionadas
- Andersen, I., y George Golitzen, K., eds.  The Niger river basin: A vision for sustainable management  .  Publicaciones del Banco Mundial, 2005.
- Prof. Wolf T., Aaron eds, ' Sharing Water, Sharing Benefits: Working towards effective transboundary water resources management: A graduate/professional skills-building workbook   UNESCO State University de la UNESCO. 2010.
- Gladstone, W. et al.  Sustainable Use of Renewable Resources and Conservation in the Red Sea and Gulf of Aden , Elsevier, Vol. 42. 1999.

## Honores y premios
- International Road Federation 2013 Profesional del Año[39]
- Tufts University Dr. Jean Mayer Award 2014[40]